# Liste der Monuments historiques in Saint-Jean-aux-Bois (Oise)
Die Liste der Monuments historiques in Saint-Jean-aux-Bois (Oise) führt die Monuments historiques in der französischen Gemeinde Saint-Jean-aux-Bois (Oise) auf.

## Liste der Bauwerke
| Bezeichnung                      | Beschreibung              | Standort | Kennzeichnung | Schutzstatus | Datum | Bild           |
| -------------------------------- | ------------------------- | -------- | ------------- | ------------ | ----- | -------------- |
| Poste forestier de la Muette     | Forsthaus, erbaut 1648    | (Lage)   | PA00114862    | Inscrit      | 1948  | weitere Bilder |
| Ehemalige Abtei                  | Erbaut im 12. Jahrhundert | (Lage)   | PA00114861    | Classé       | 1962  | weitere Bilder |
| Poste forestier de Sainte-Perine | Forsthaus                 | (Lage)   | PA00114863    | Classé       | 1905  | weitere Bilder |

## Liste der Objekte
- Monuments historiques (Objekte) in Saint-Jean-aux-Bois (Oise) in der Base Palissy des französischen Kultusministeriums